# Гезе
Гезе (нід. Heeze) — місто в нідерландській провінції Північний Брабант. Входить до муніципалітету Гезе-Ленде.
Його площа становить 45,96 км², а населення станом на 2021 рік складало 9 945 осіб.
Перша згадка про населений пункт датується 1173 роком.
До 1997 року мало статус окремого муніципалітету.

## Галерея

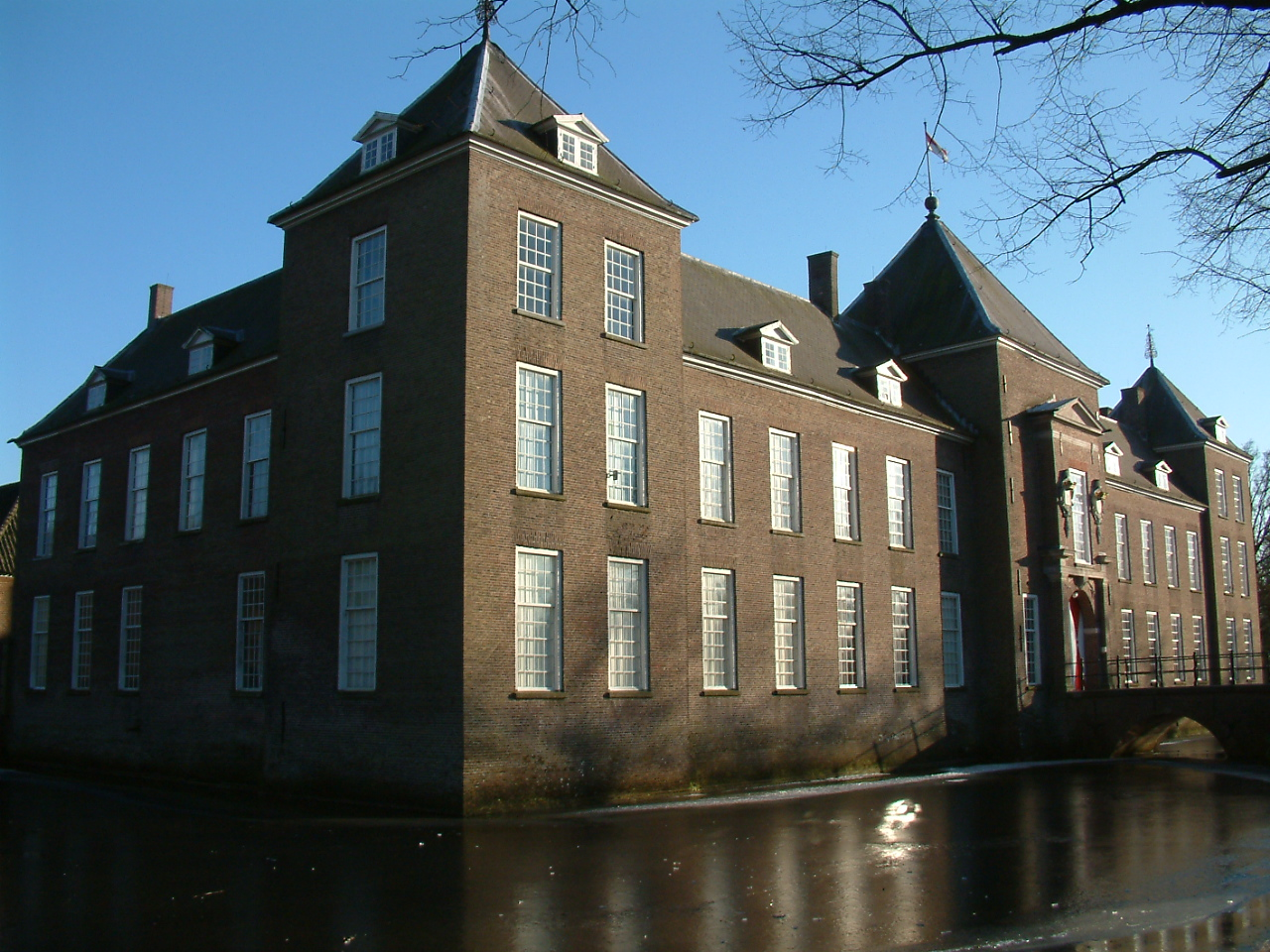
Замок Гезе
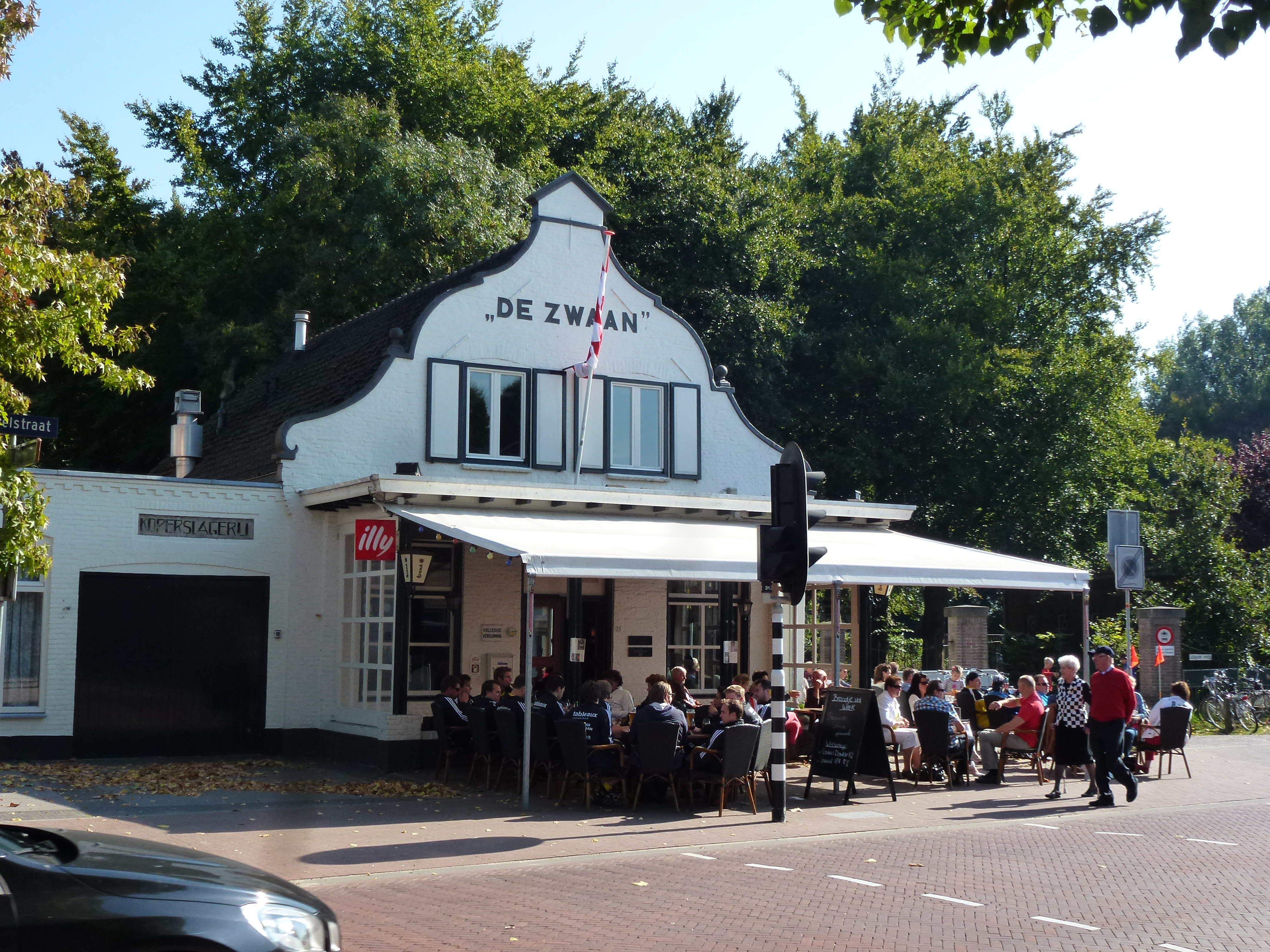
Паб у Гезе
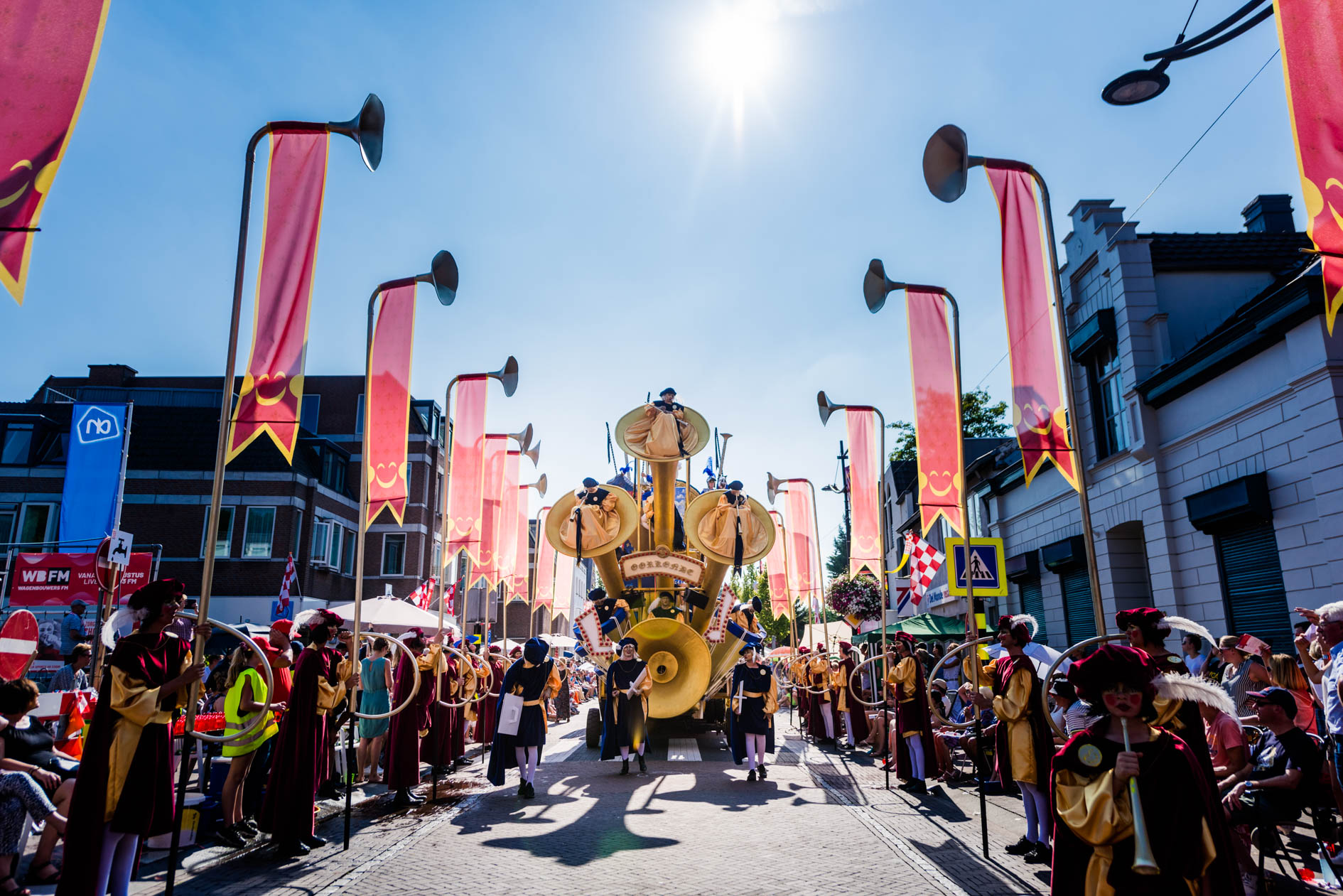
Свято у місті
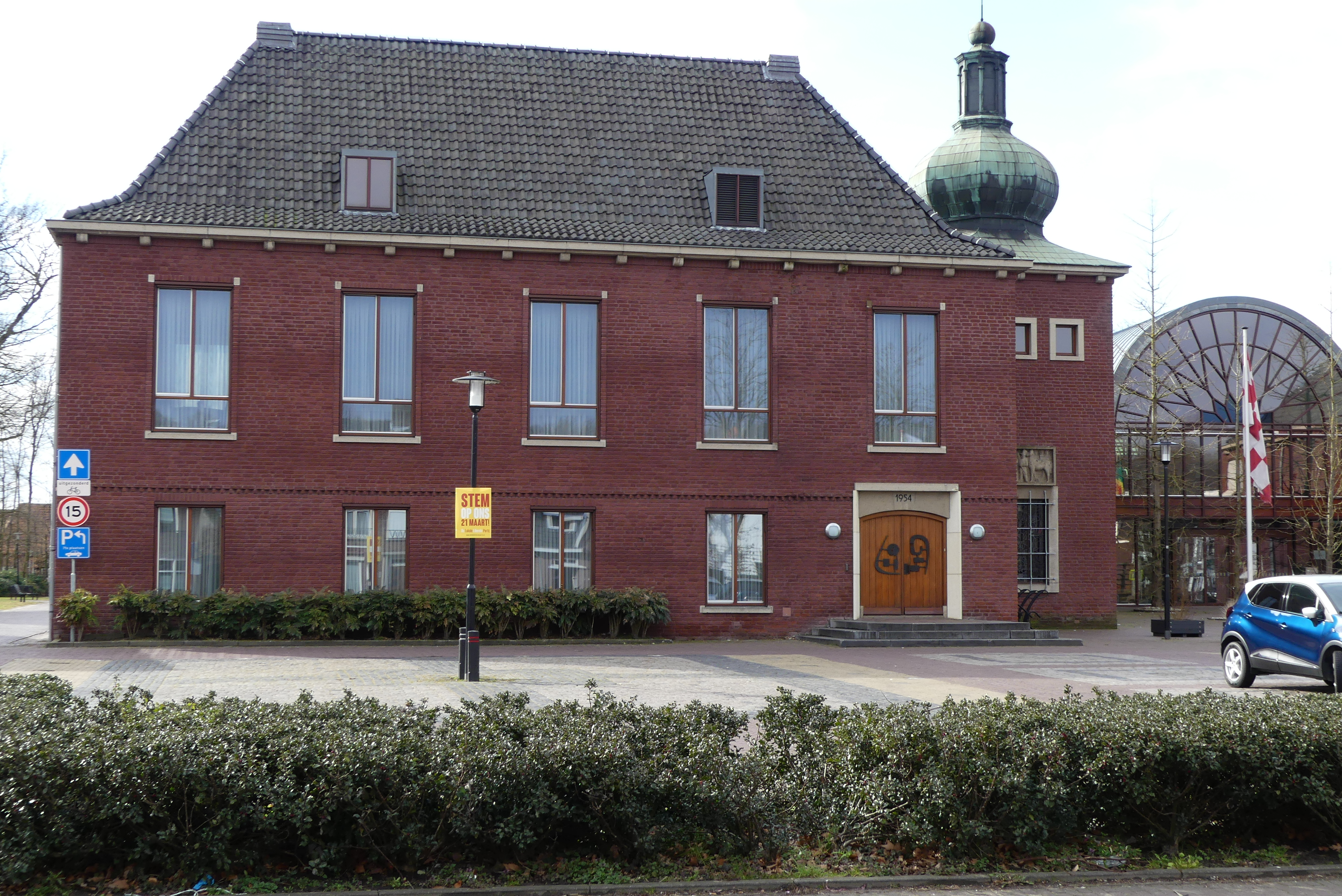
Будівля мерії